# 에딧 보스
에딧 보스(네덜란드어: Edith Bosch, 1980년 5월 31일~)는 네덜란드의 유도 선수이다.

## 경력
노르트홀란트주 덴헬더르 출신으로 오스트레일리아 시드니에서 열린 2000년 하계 올림픽에서 7위를 기록한 것으로 올림픽에 첫 출전했다.
2004년 그리스 아테네에서 열린 2004년 하계 올림픽에 미들급에 출전하여 우에노 마사에의 뒤를 이어 은메달을 획득하였다. 2005년에는 이집트 카이로에서 열린 2005 유도 선수권 대회에 출전하여 세계 챔피언이 되었다.
런던에서 열린 2012년 하계 올림픽에서는 동메달을 획득하였다. 그 해 올림픽이 한참 진행되던 8월 6일에는 우사인 볼트가 출전한 남자 100m 결승을 관람하고 있었는데, 경기가 시작하려고 했을 때, 옆에 앉아있던 남성 관중이 술에 취한 상태에서 소리를 지르면서 물병을 장내에 집어 던지자 그 남자를 제압하기도 하였다.